# Gundershoffen
Gundershoffen (deutsch: Gundershofen) ist eine französische Gemeinde mit 3779 Einwohnern (Stand 1. Januar 2021) im Département Bas-Rhin in der Region Grand Est (bis 2015 Elsass).

## Geschichte
Gallorömische Zeugnisse belegen eine Besiedlung im ersten bis dritten Jahrhundert nach Christus. Im ältesten überlieferten schriftlichen Zeugnis über den Ort aus dem Jahr 1232 wird der Name Guntershoven geschrieben. Diese Schreibweise bzw. Guntershofen hielt sich bis über das 17. Jahrhundert hinaus.
Der Ort gehörte zum Herzogtum Lothringen. Im Dreißigjährigen Krieg entvölkert, wurde er später von Schweizer Familien wieder besiedelt. Im 18. Jahrhundert bildete der Ort ein Kondominat zwischen der Grafschaft Leiningen und der Landgrafschaft Hessen-Darmstadt. Mit dem durch die Französische Revolution begonnenen Umbruch wurde das Dorf französisch.
Zu Beginn des  Deutsch-Französischen Kriegs 1870–71 führte ein  Scharmützel in Schirlenhof am 25. Juli zu den ersten offiziell registrierten Toten auf französischer und deutscher Seite.
Im Zweiten Weltkrieg litt der Ort schwer unter den Kampfhandlungen. Am 3. Dezember 1944 wurde er von US-amerikanischen Soldaten befreit, doch eroberten deutsche Truppen ihn erneut. Erst im März 1945 wurden die deutschen Soldaten endgültig vertrieben.
Aus den bis dahin selbständigen Gemeinden Eberbach-Wœrth, Griesbach und Gundershoffen wurde am 1. September 1973 die neue Gemeinde Gundershoffen gebildet, die auch die Wohnplätze Ingelshof (im Volksmund auch Hoellenhof), Lauterbacherhof und Schirlenhof umfasst.
| Jahr      | 1962  | 1968  | 1975  | 1982  | 1990  | 1999  | 2008  | 2017  |
| --------- | ----- | ----- | ----- | ----- | ----- | ----- | ----- | ----- |
| Einwohner | 2.253 | 2.502 | 2.738 | 3.261 | 3.377 | 3.490 | 3.454 | 3.679 |

## Sehenswürdigkeiten
- Der jüdische Friedhof, der Ende des 18. oder Anfang des 19. Jahrhunderts angelegt wurde, wird bis heute von Gundershoffen und der Nachbargemeinde Reichshoffen genutzt.[2]
- Eine Mühle
- Denkmal zu Ehren des deutschen Leutnants van Winsloë, der 1870 in Gundershoffen im Deutsch-Französischen Krieg getötet wurde.

### Kirchen
- Lutherische Kirche aus dem 18. Jahrhundert
- Katholische Kirche Saint-Jacques-le-Majeur
- Katholische Kirche Saint-Vit im Ortsteil Griesbach
- Katholische Kirche Saint-Wendelin im Ortsteil Eberbach

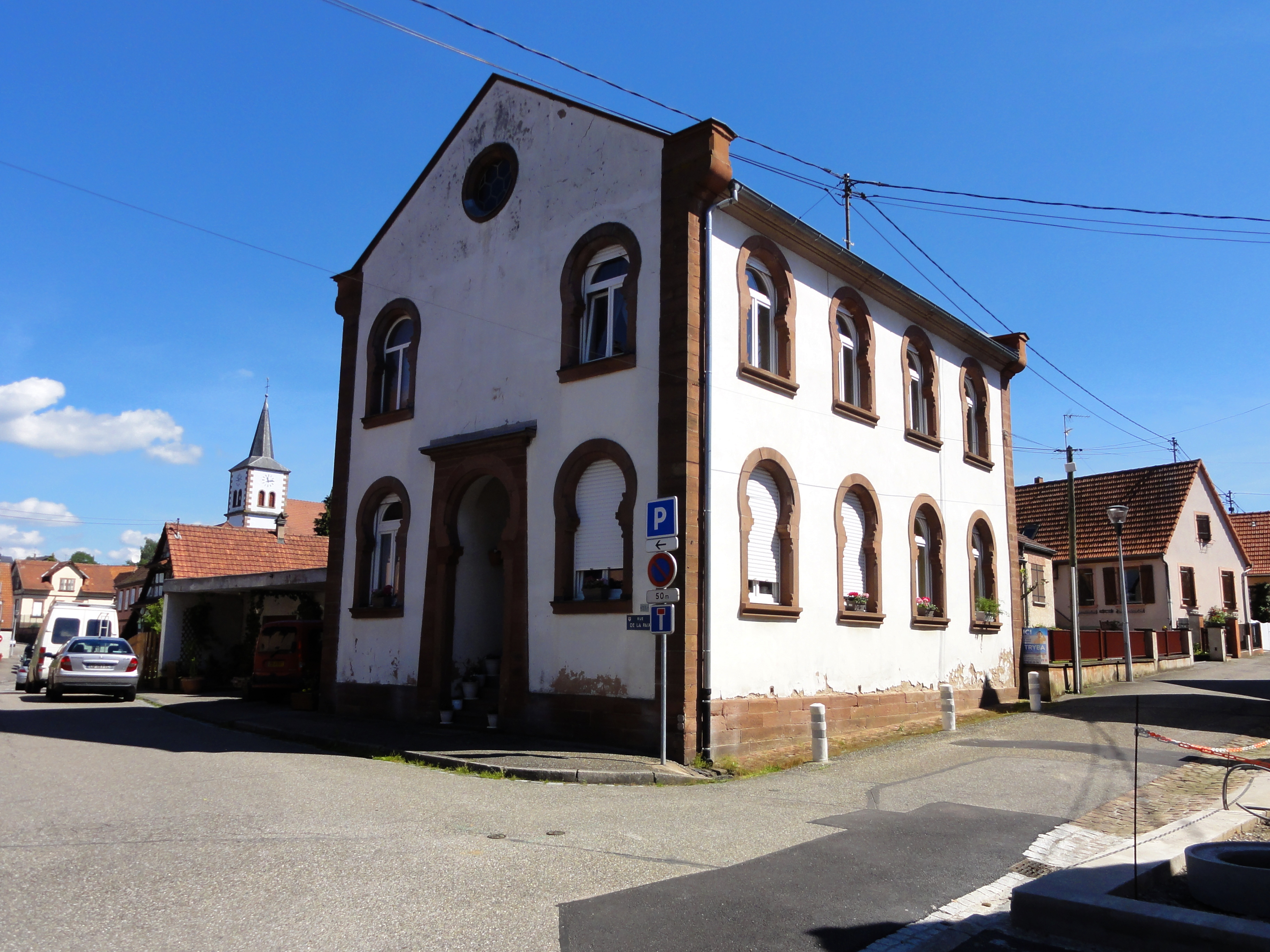
Synagoge
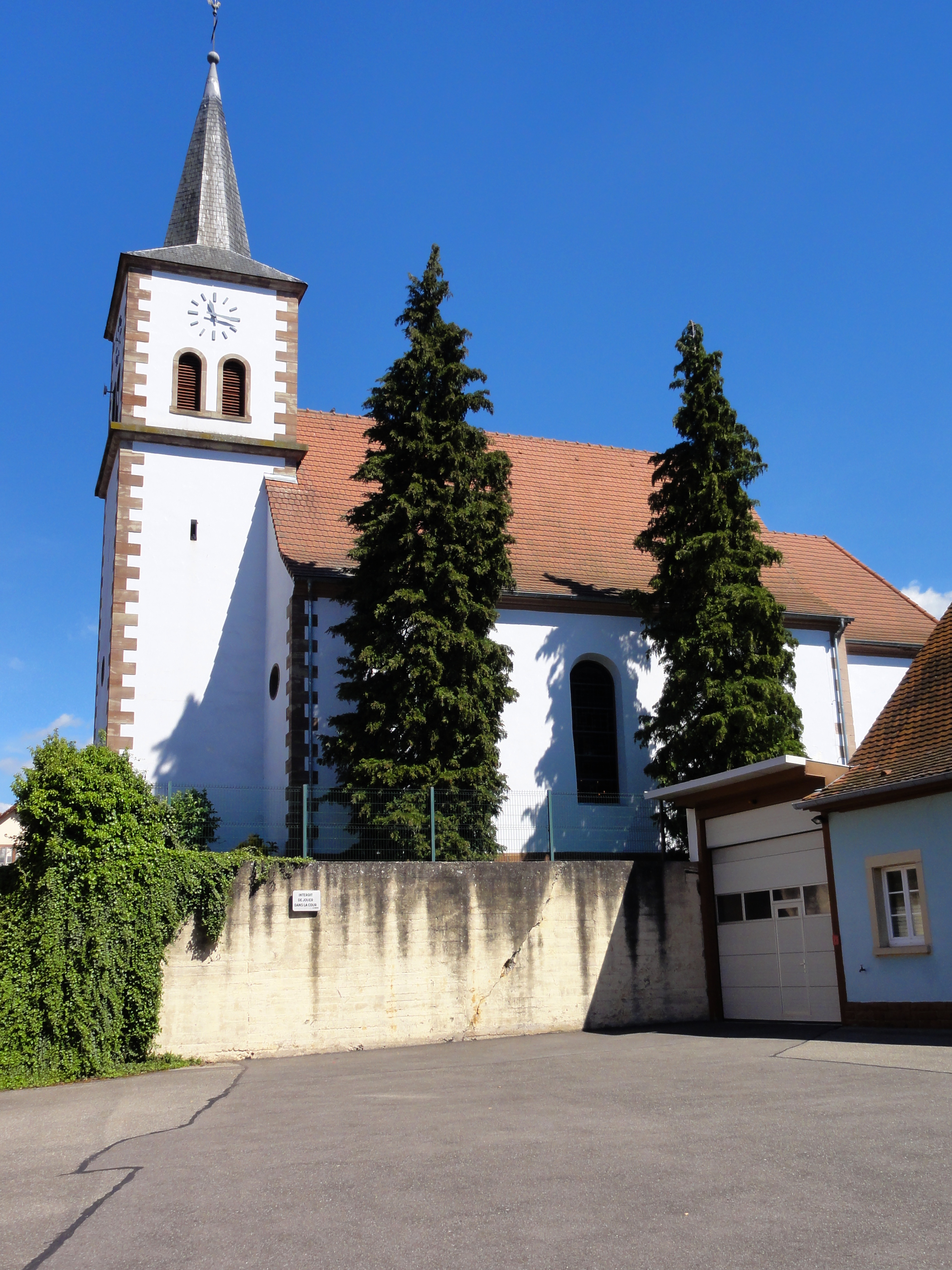
Lutherische Kirche
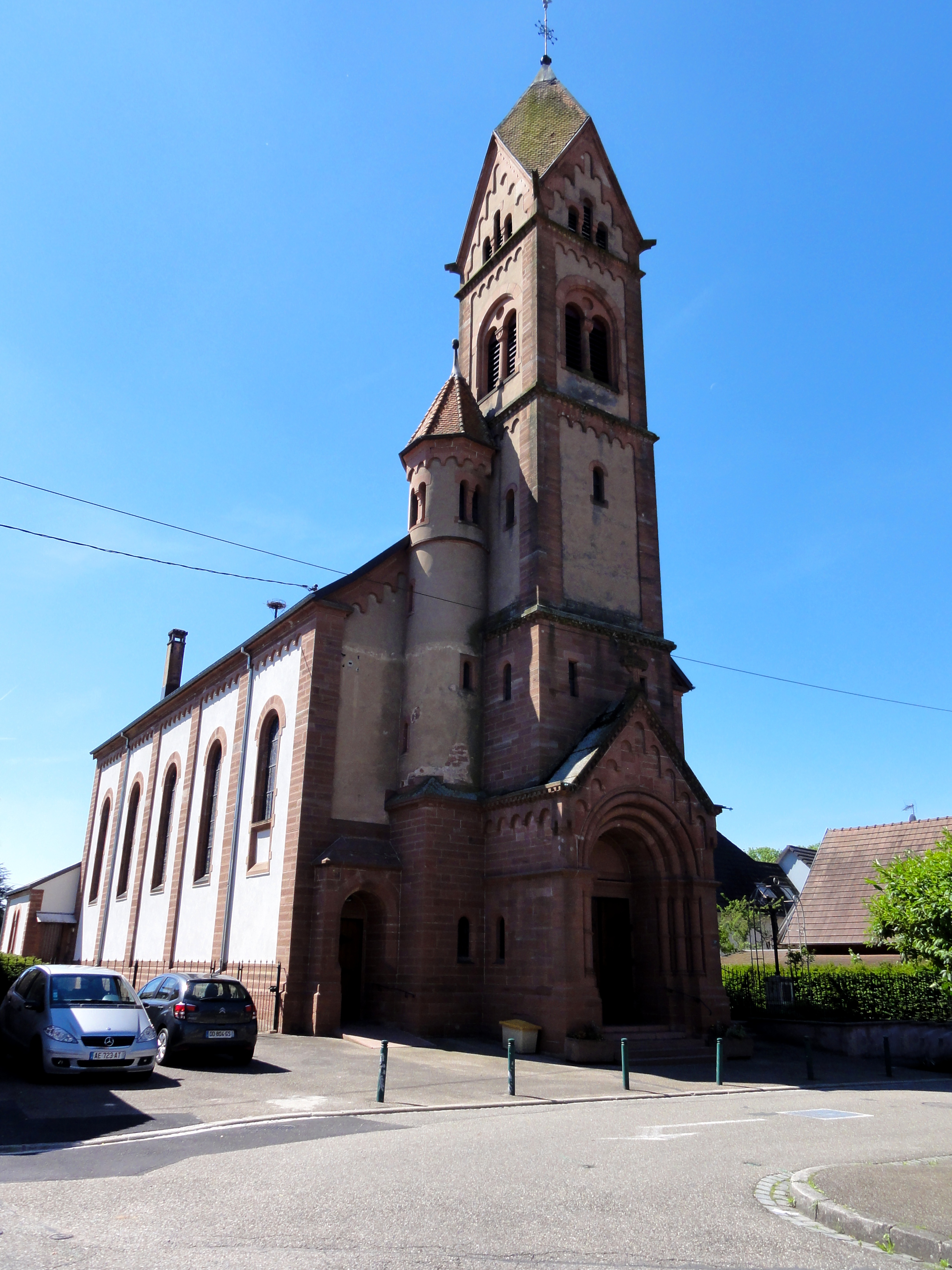
Kirche Saint-Jacques-le-Majeur

## Verkehr und Wirtschaft
Gundershoffen hat einen Haltepunkt an der Bahnstrecke Haguenau–Falck-Hargarten, wobei die Züge des TER Grand Est heute nur noch bis Niederbronn-les-Bains verkehren.
Die Fensterfabrik Tryba wurde hier 1981 mit 5 Mitarbeitern gegründet. 2021, zum 40. Jahrestag, beschäftigt sie mehr als 800 Angestellte in mehreren Werken, die Zentrale ist in Gundershoffen. 2025 hat der Gründer, Johannes Tryba, beschlossen, aus Altersgründen seine Firma an den Konkurrenten Dovista (VELUX) zu verkaufen. Produktion und Verwaltung bleiben in Gundershoffen
In Gundershoffen stellt die Firma Boehli  seit 1998 industriell Brezel und Salzgebäck her. 2021 betrug der Umsatz 15 Mio.€, sie beschäftigte 68 Angestellte.